# María José Gómez Redondo
María José Gómez Redondo (Valladolid 1963)  es una artista contemporánea española, especializada en fotografía.  

## Trayectoria profesional
Comenzó sus estudios de arte en la Escuela de Artes Aplicadas de Segovia, posteriormente se licencia en la Facultad de Bellas Artes de Madrid, donde realiza el doctorado. Doctora en Bellas Artes por la Universidad Complutense de Madrid.
Asiste a los talleres de Arte Actual del   Círculo de Bellas Artes de Madrid con el artista contemporáneo Richard Artschwager y en el Curso de Creación Fotográfica, en el Taller de Gibson y Coleman en los Encuentros Internacionales de Fotografía de Arlés celebrado en la ciudad de Arlés en Francia.
Su formación píctórica le lleva a profundizar en los temas de su interés con una visión plástica y representarlos  a través de la fotografía.  En sus obras busca la implicación del espectador a través de generar en su obra un clima sugerente,  ofreciendo las pistas narrativas, y las zonas de misterio.

## Becas y premios

### Becas
Obtiene la Beca Pensión para alumnos de Bellas Artes del Ministerio de Cultura en Ayllón,
Beca de Investigación en el Área de Teoría y Crítica Artística del Ministerio de Educación y Ciencia,
Beca de la Universidad Complutense de Madrid para Proyectos Multidisciplinares,
Beca Pensión para Artistas en Holanda de la Fundación Privada Vía
Beca de Creación Artística Banesto.

### Premios
Recibe los Premios-Adquisición en la Bienal de Logroño, en el Certamen de Arte de Navarra, y en el Certamen de Vitoria.

## Exposiciones
Destacan sus exposiciones individuales en el Círculo de Bellas Artes de Madrid (1990), Galería Rafael Ortiz, Sevilla (1991), y Canal de Isabel II, Madrid (1993).

## Obra en colecciones e instituciones
- Su obra forma parte de numerosas colecciones como Centro de Arte Dos de Mayo (CA2M), Fundación Ernesto Ventós, colección olorVISUAL - Nasevo, en el MUSAC - Museo de Arte Contemporáneo de Castilla y León ), colección olorVisual,[11][12][13]